# رين شين
رين شين (بالصينية: 任鑫) هو لاعب كرة قدم صيني في مركز الدفاع، ولد في 22 مايو 1989 في جيوجيانغ في الصين. لعب مع نادي سودوفا ماريامبوله.

## وصلات خارجية
- رين شين على موقع قاعدة بيانات كرة القدم.إي يو (الإنجليزية)
- رين شين على موقع Soccerway.com (الإنجليزية)